# Laranjeiras (metrostation)
Laranjeiras is een metrostation aan de Blauwe lijn van de Metro van Lissabon. Het station is geopend op 1 oktober 1988.
Het is gelegen aan de kruising van de Estrada das Laranjeiras met de Rua Xavier de Araújo.